# ブカレスト・リンク
座標: 北緯44度25分39秒 東経26度5分4秒 / 北緯44.42750度 東経26.08444度
ブカレスト・リンク（英語: Bucharest Ring・ルーマニア語: Bucharestring)）はルーマニアのブカレストにある公道コース。
様々なサーキットを設計・監修しているヘルマン・ティルケによって監修された公道サーキット。特徴としてはルーマニア議会の議事堂である国民の館を周回する。　
2010年9月、2011年7月にブカレストGPとしてAuto GPを主催すると発表された
。しかし、その後2011年6月23日にサーキットがAuto GPを開催する為のFIAが定めるグレード2を得られないことと、プロモーターの資金不足のために中止が発表された
。

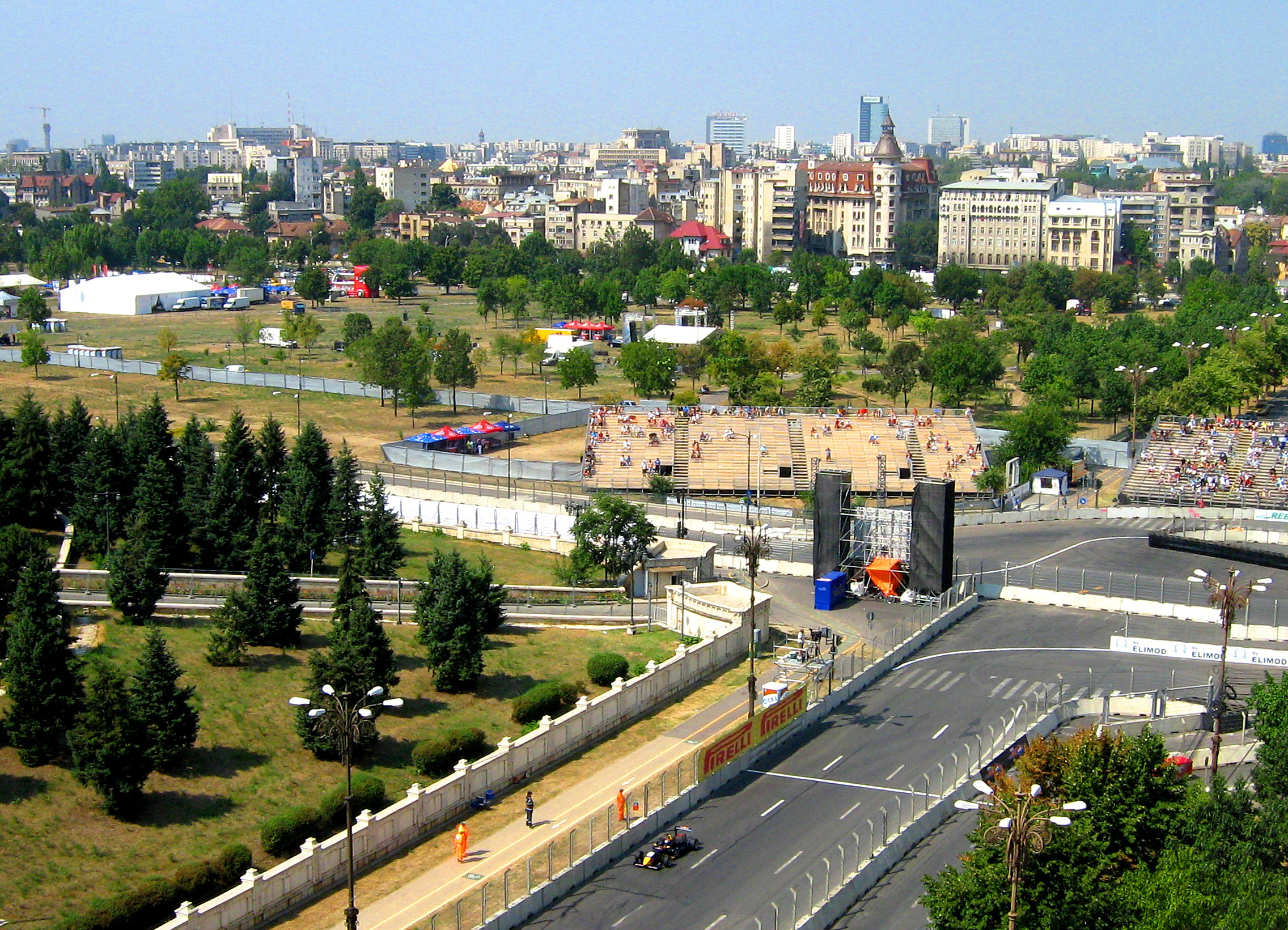
Bucharest City Challenge 2008
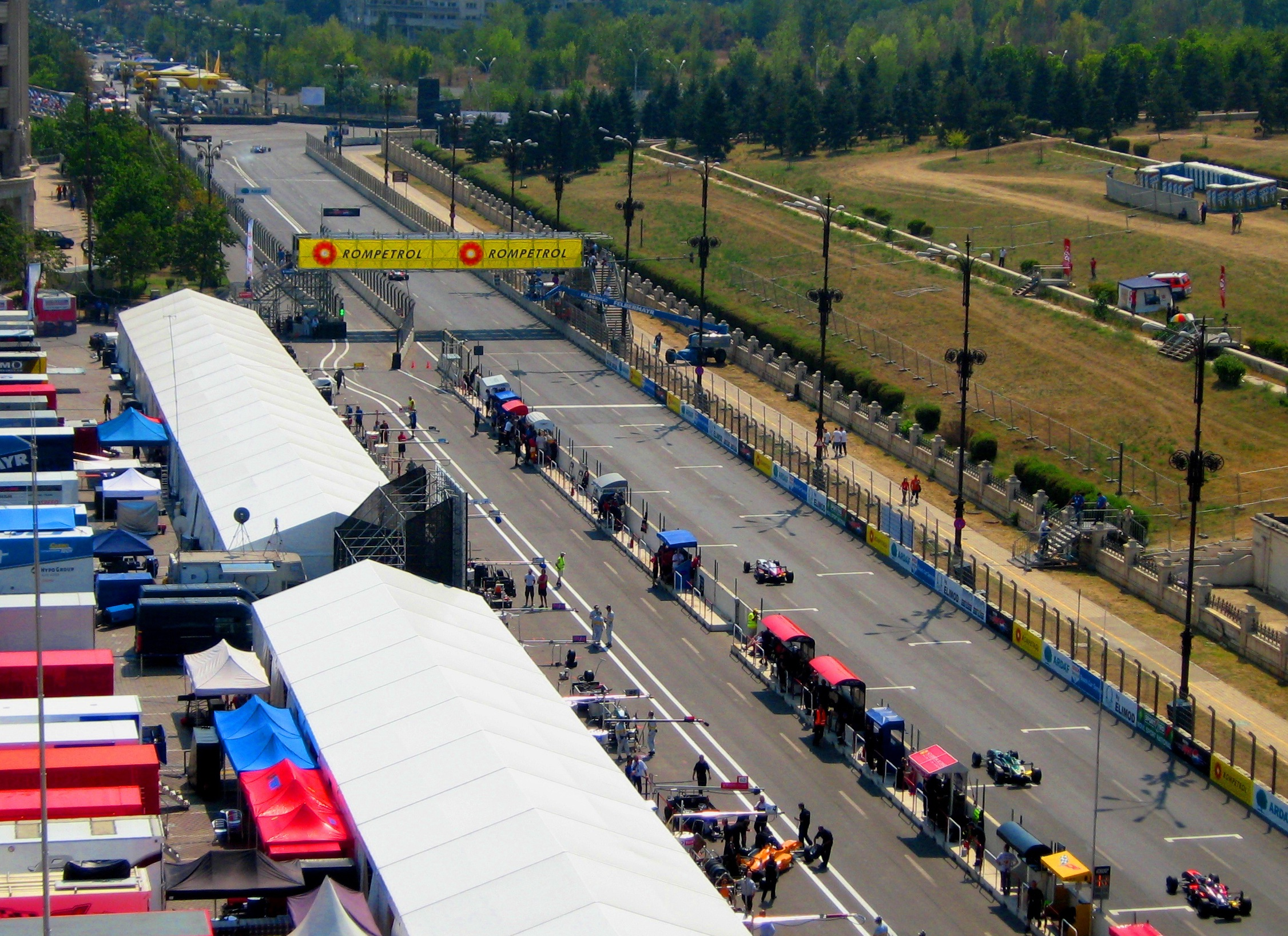
Bucharest City Challenge 2008